# The Power of Eternity
The Power of Eternity è il ventesimo album in studio del gruppo rock inglese Wishbone Ash, pubblicato nel 2007.

## Tracce
1. The Power – 5:48
2. Driving a Wedge – 4:24
3. In Crisis – 6:35
4. Dancing with the Shadows – 5:55
5. Happiness – 4:24
6. Northern Lights – 3:05
7. Your Indulgence – 3:30
8. Growing Up – 4:38
9. Disappearing – 5:14
10. Hope Springs Eternal – 5:55

## Formazione
- Andy Powell - chitarra, voce
- Muddy Manninen - chitarra
- Bob Skeat - basso
- Joseph "Joe" Crabtree - batteria
- Ray Weston - batteria (7)